# Ruisseau de Palet
Le ruisseau de Palet, parfois dénommé ruisseau du Château, est une rivière qui prend sa source à Taillis. Il serpente dans une vallée encaissée. Il est grossi par plusieurs ruisseaux dont le ruisseau de la Vallée et le ruisseau des landes de Marpiré.
Le château d'Espinay baigne dans ses eaux. Il rejoint la Cantache en aval du barrage de Villaumur, à Champeaux.

## Communes traversées
- Taillis
- Val d'Izé
- Landavran
- Champeaux
- Saint-Jean-sur-Vilaine

Dès sa source, le ruisseau de Palet sert de frontière entre Val d'Izé et Taillis, puis entre Val d'Izé et Landavran. Avant d'atteindre la Cantache, il sert encore de frontière entre Champeaux et Saint-Jean-sur-Vilaine. 

## Autre article
- Liste des cours d'eau bretons